# Umm as-Samim
Umm as-Samim (arabisch أم الصّميم, DMG Umm aṣ-Ṣamīm; auch Umm Al Samim, Umm As Samin und ähnlich) ist eine Sabcha (flaches, gelegentlich überschwemmtes Becken) auf der arabischen Halbinsel, welche für ihren Treibsand bekannt ist. Sie liegt am östlichen Rand der Wüste Rub al-Chali und bildet in etwa die Grenze zwischen Oman und Saudi-Arabien.
Im Pliozän und während der Eiszeit war an ihrer Stelle ein großer Binnensee.
Als erster Europäer war es Wilfred Thesiger, der diese Gegend in den 1940er Jahren besuchte und darüber berichtete.